# Bassetit
Bassetit ist ein seltenes Mineral aus der Mineralklasse der Phosphate, Arsenate und Vanadate. Er kristallisiert im monoklinen Kristallsystem in der chemischen Zusammensetzung Fe2+(UO2)(PO4)2·8H2O. Die durchsichtigen Kristalle sind von gelber bis bräunlichgelber Farbe, auch grünlichbraun bis olivgrüner Farbe bei grünlichweißer Strichfarbe und weisen auf den Oberflächen einen glasartigen Glanz auf. 

## Etymologie und Geschichte
Das Mineral wurde von Arthur Francis Hallimond 1915 in der Bissit-Minengruppe, Cornwall, England, Großbritannien, entdeckt. Er benannte es zu Ehren der Typlokalität (Stelle der Erstbeschreibung) Bassitit (im Englischen Bassitite). Das Mineral wurde von der International Mineralogical Association (IMA) als vor ihrer Gründung beschrieben bestätigt und zählt daher als grandfathered.
Das Typmineral wird an der Harvard University in Cambridge, Massachusetts, USA, dem Natural History Museum in London, England und der  technischen Universität "Mines ParisTech", Paris in Frankreich aufbewahrt.

## Klassifikation
Bereits in der veralteten 8. Auflage der Mineralsystematik nach Strunz gehörte der Bassetit zur Mineralklasse der „Phosphate, Arsenate und Vanadate“ und dort zur Abteilung der „Uranylphosphate/Arsenate und Uranylvanadate“, wo er zusammen mit Abernathyit, Chernikovit, Lehnerit, Meta-Ankoleit, Meta-Autunit, Metaheinrichit, Metakahlerit, Metakirchheimerit, Metalodèvit, Metanatroautunit (Meta-Natrium-Autunit), Metanováčekit, Metatorbernit, Metauranocircit, Metauranospinit, Metazeunerit, Natrouranospinit, Pseudo-Autunit, Ulrichit, Uramarsit und Uramphit die „Meta-Autunit-Gruppe“ mit der Systemnummer VII/E.02 bildete.
Die seit 2001 gültige und von der IMA verwendete 9. Auflage der Strunz’schen Mineralsystematik ordnet den Bassetit in die nun gekürzte Abteilung der „Uranylphosphate und Arsenate“ ein. Diese ist jedoch weiter unterteilt nach der chemischen Struktur, so dass das Mineral entsprechend seiner Zusammensetzung in der Unterabteilung „mit [UO2]2+-[PO4]/[AsO4]3− und [UO2]2+-[V2O8]6− sowie isotype Vanadate (Sincosit-Reihe)“ zu finden ist, wo er erneut in der „Meta-Autunit-Gruppe“ zu finden ist. Diese besteht – unverändert – neben Bassetit aus Abernathyit, Chernikovit, Lehnerit, Metaankoleit, Meta-Autunit, Metaheinrichit, Metakahlerit, Metakirchheimerit, Metalodèvit, Metanatroautunit (Meta-Natrium-Autunit), Metanováčekit, Metatorbernit, Metauranocircit, Metauranospinit, Metazeunerit, Natrouranospinit, Pseudoautunit, Ulrichit, Uramarsit und Uramphit.
Auch die vorwiegend im englischen Sprachraum gebräuchliche Systematik der Minerale nach Dana ordnet den Bassetit in die Klasse der „Phosphate, Arsenate und Vanadate“ und dort in die Abteilung der „wasserhaltigen Phosphate etc., mit A2+(B2+)2(XO4) • x(H2O), mit (UO2)2+“ ein. Hier ist er in der unbenannten Gruppe mit der Systemnummer 40.02a.16 mit der System-Nr. 40.02a.16.01 zu finden.

## Chemismus
Das UO2 ist hier nicht eingelagertes Uran(IV)-oxid, sondern basiert auf einem U6+-Kation, das sogenannte Uranyl. Mit zwei positiven Ladungen gleicht es das Phosphat-Anion (dreifach negativ) auf die verbleibenden zweifach negativ aus, welche schlussendlich vom Eisen neutralisiert werden. Eine Synthese von Bassetit von Vochten, de Grave und Pelsmaekers aus dem Jahr 1984 geht dabei von dem „Hydrogen Autunit“ (engl. Hydrogen autunite) aus, welches die Formel H[UO2|PO4] besitzt. In dieser Schreibweise kann die Formel von Bassetit auch als Fe2+ [UO2|PO4]2 geschrieben werden.

## Kristallstruktur
Bassetit kristallisiert monoklin in der Raumgruppe P21/m (Raumgruppen-Nr. 11) mit den Gitterparametern a = 6,98 Å, b = 17,07 Å und c = 7,01 Å und zwei Formeleinheiten pro Elementarzelle.

## Eigenschaften

### Morphologie
Bassetit bildet Kristalle mit quadratischer oder rechteckiger Kontur. Sie sind bis zu 3 mm groß.

### Chemische Eigenschaften
Bassetit ist löslich in Säuren.

### Physikalische Eigenschaften
Durch seinen Urangehalt von bis zu 51,19 % ist das Mineral sehr stark radioaktiv. Unter Berücksichtigung der natürlichen Zerfallsreihen bzw. vorhandener Zerfallsprodukte wird die spezifische Aktivität mit 91,63 kBq/g angegeben (zum Vergleich: natürliches Kalium 0,0312 kBq/g). Der zitierte Wert kann je nach Mineralgehalt und Zusammensetzung der Stufen deutlich abweichen, auch sind selektive An- oder Abreicherungen der radioaktiven Zerfallsprodukte möglich und ändern die Aktivität.

## Bildung und Fundorte
Bassetit bildet Paragenesen mit chemisch verwandten Mineralen. Es wurde Uranospathit, Torbernit, Uraninit, Pyrit, Meta-Autunit, Saléeit und Metanováčekit beobachtet.
Allgemein ist Bassetit ein eher seltenes Mineral. Dennoch kann es an einigen Fundstellen gefunden werden: In Brasilien, China, Deutschland, Frankreich, Gabun, Großbritannien, Italien, Kanada, Polen, Spanien, der Schweiz, Tschechien und in den USA.

## Vorsichtsmaßnahmen
Aufgrund der Toxizität und der starken Radioaktivität des Minerals sollten Mineralproben vom Bassetit nur in staub- und strahlungsdichten Behältern, vor allem aber niemals in Wohn-, Schlaf- und Arbeitsräumen aufbewahrt werden. Ebenso sollte eine Aufnahme in den Körper (Inkorporation, Ingestion) auf jeden Fall verhindert und zur Sicherheit direkter Körperkontakt vermieden sowie beim Umgang mit dem Mineral Atemschutzmaske und Handschuhe getragen werden.